# Licnobelba
Licnobelba – rodzaj roztoczy z kohorty mechowców i rodziny Licnobelbidae.
Rodzaj ten został opisany w 1931 roku przez François Grandjean. Gatunkiem typowym wyznaczono Licnobelba alestensis.
Mechowce te mają ciało pokryte grubą warstwą cerotegumentu w formie wielokątnych płytek. Formy dorosłe noszą przylegające do ciała siateczkowane egzuwia. Oskórek na notogaster jest gładki i błyszczący. Narządy lirowate małe, a botridia kubkowate. genitalne występują w liczbie 6 par, a adanalne 3 par.
Rodzaj palearktyczny.
Należą tu 2 opisane gatunki:
- Licnobelba caesarea (Berlese, 1910)
- Licnobelba latiflabellata (Paoli, 1908)